# María Mariño Carou
María Mariño Carou (ur. 8 czerwca 1907 w Noia, zm. 19 maja 1967) – pisarka XX wieku tworząca w języku galicyjskim. Była patronką Día das Letras Galegas w roku 2007.

## Życie
María Mariño Carou przyszła na świat w niezamożnej rodzinie jako druga z pięciu córka Xosé Marii Mariño i Filomeny Carou. W rodzinnej Noii chodziła do szkoły, po przeprowadzce do Boiro zaczęła uczęszczać do lokalnej biblioteki, gdzie zainteresowała się literaturą.

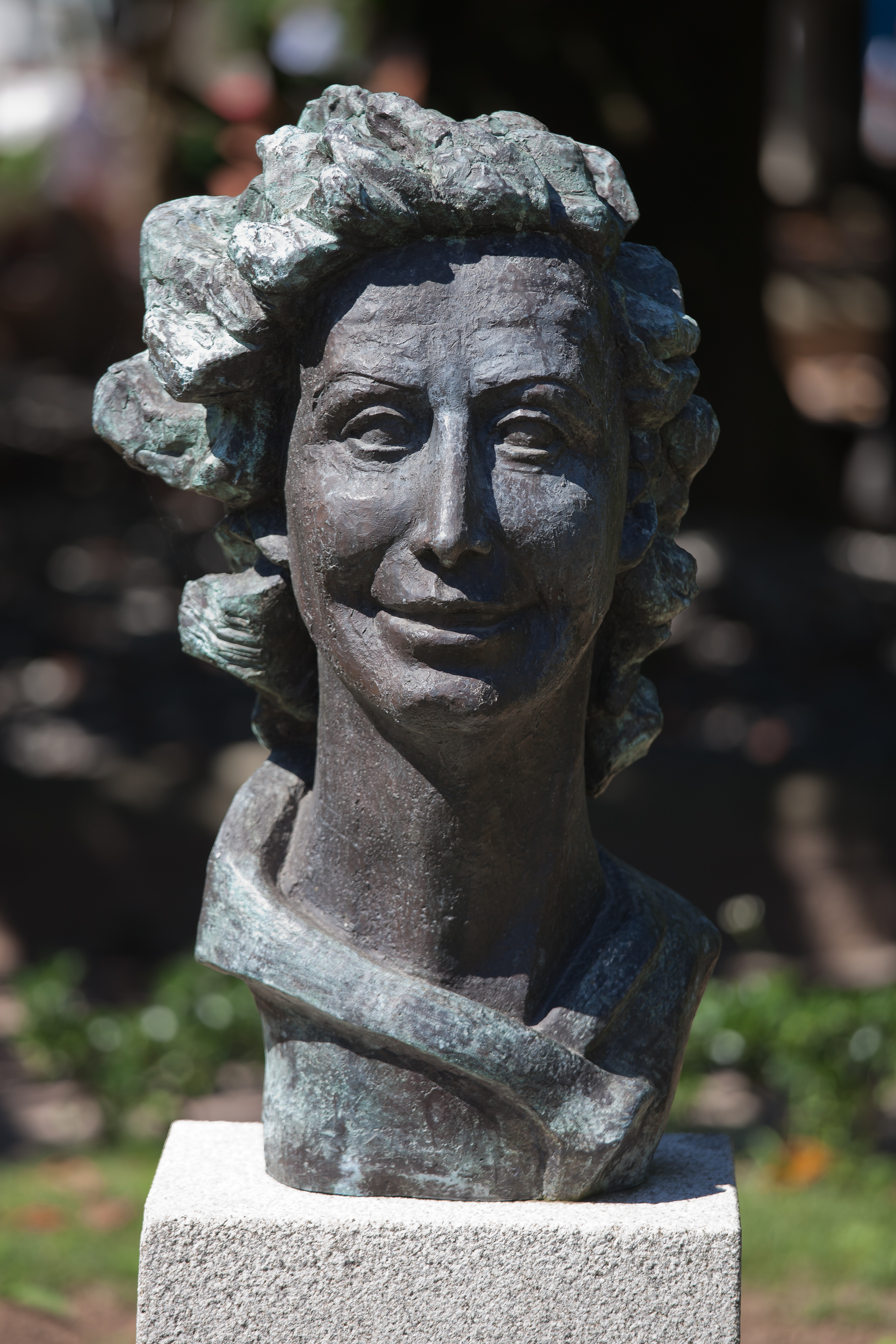
María Mariño, Noia.

W 1939 poślubiła Roberta Posse Carballido. Miała z nim jedno dziecko, które zmarło po półtora miesiąca. Zdarzenie to wywołało u Carou problemy psychiczne i głęboką depresję. W 1967 zapadła na białaczkę i zmarła niedługo potem.

## Twórczość
Na początku lat pięćdziesiątych, Maria Mariño Carou zaczęła pisać poematy, początkowo po hiszpańsku, następnie po galicyjsku. Poznała poetę Uxío Novoneyra, który wypromował jej twórczość. Wydawnictwo Celta wydało w 1963 dzieło Palabra no tempo – debiut literacki pisarki. Utwór w krótkim czasie zyskał pochlebne opinie.
37 lat po śmierci autorki, w 1990, Uxío Novoneyra wraz z Antonem Avilés de Taramancos wydali zbiór ostatnich utworów autorki. Książka nosiła tytuł Verba que comeza i została napisana dwa miesiące przed śmiercią Carou. Charakteryzowała się niezwykle osobistą treścią.

## Dorobek literacki

### W języku galicyjskim
- Palabra no tempo, (1963)
- Verba que comeza, (1990)
- Obra completa, (1994, 2006)

### W języku hiszpańskim
- Los años pobres. Memoria de guerra y posguerra.
- Más allá del tiempo (1965), Editora Alvarellos (opublikowany w 2007).